# Мері Сомервілль
Мері Ферфекс Сомервілль (англ. Mary Fairfax Somerville, 26 грудня 1780, Джедборо — 28 листопада 1872, Неаполь) — шотландська популяризаторка науки і ерудитка, спеціалістка в галузі математики й астрономії. Діяльність Сомервілль належить до часу, коли участь жінок у науковій діяльності була вкрай обмеженою. Стала другою, після Кароліни Гершель, жінкою-науковицею, що отримала визнання у Великій Британії.

## Біографія
Народилася 26 грудня 1780 в місті Джедборо (Скоттіш-Бордерс), у будинку сестри своєї матері, у родині адмірала Вільяма Джорджа Фейрфакса.
У 1804 році одружилася з далеким родичем, російським консулом у Лондоні, капітаном Семюелом Грейгом, сином адмірала С. К. Грейга. Чоловік помер у 1807 році. У шлюбі народила двох синів, один з яких, Воронцов Грейг, став згодом адвокатом і науковцем. Спадщина після смерті чоловіка дала Сомервілль можливість присвятити життя реалізації наукових інтересів.
У 1812 році розпочався її другий шлюб з двоюрідним братом, доктором Вільямом Соммервіллем (1771—1860), інспектором Військово-медичної ради. У цьому шлюбі народила ще четверо дітей. Вільям Соммервілль поділяв і підтримував захоплення дружини наукою, сприяючи її знайомству з провідними науковцями того часу.
Сомервілль була доброю подругою Чарлза Беббіджа, а також наставницею і подругою Ади Лавлейс. Восени 1834 вони з Лавлейс часто відвідували суботні вечірні салони Беббіджа. Син Мері, Грейг Воронцов, познайомив Аду з її чоловіком.
У 1838 році Мері Сомервілль з чоловіком вирушила до Італії, де й провела більшу частину життя.
Мері Сомервилль померла в Неаполі 28 листопада 1872 і похована там же, на Англійському кладовищі.
Через рік після смерті Сомервілль видано автобіографію «Особисті спогади»: записи, зроблені в останні роки життя, що не тільки розкривають подробиці життя й особистості науковиці, але і є свідченнями очевидиця, що описує життя наукової спільноти тих часів.

## Наукова діяльність
Талант Мері Сомервілль привернув увагу вчених ще до того, як її роботи здобули широку популярність. Так, зокрема, звернений до неї вислів П'єра-Симона Лапласа: «Я знаю тільки трьох жінок, які розуміють, про що я говорю. Це Ви, пані Сомервілль, Кароліна Гершель та місіс Грейг, про яку мені нічого невідомо» (при цьому Сомервілль була першою і третьою з названих жінок).
На прохання лорда Брума Сомервілль взялася за переклад для «Товариства поширення корисних знань» роботи П.-С. Лапласа «Mécanique Céleste». Їй вдалося подати ідеї, викладені в цій роботі, в доступній широким читацьким колам формі, і публікація цієї книги в 1831 році під назвою «Небесна механіка» відразу зробила Сомервілль знаменитою. Сомервілль так коментувала процес створення цієї книги: «Я переклала роботу Лапласа з мови алгебри на звичайну мову».
Інші твори Сомервілль: «Взаємозв'язок фізичних наук» (1834), «Фізична географія» (1848), «Молекулярна та мікроскопічна наука» (1869). Широка популярність науково-популярних робіт Мері Сомервілль була обумовлена ясним і чітким стилем викладу і потужним ентузіазмом, що пронизує її тексти.
Крім популяризації чужих наукових ідей, Мері Сомервілль належать і власні наукові розробки (наприклад, широко використовувана ідея алгебраїчних змінних).
У 1835 році Сомервілль і Кароліна Гершель стали першими жінками у складі Королівського астрономічного товариства. У тому ж році Мері Сомервілль була призначена урядова пенсія у розмірі 300 фунтів стерлінгів.
У 1869 році Королівське географічне товариство нагородило її медаллю королеви Вікторії.

## Спадщина
- На честь Мері Сомервілль названо Сомервілль-коледж в Оксфорді, Somerville House у м. Барнтісленд (Шотландія), де вона жила деякий час, і Somerville House — школу для дівчаток в м. Брисбен (Австралія).
- Один з комітетів шотландського парламенту в Единбурзі названий на честь Сомервілль.
- Термін "scientist " («науковець» / «науковиця») був вперше вжитий в 1834 році Вільямом Уевеллом в огляді книги Сомервілль «Взаємозв'язок фізичних наук».
- Острів Сомервілль (провінція Нунавут , Канада) в протоці Барроу, назвав на честь дослідниці сер Вільям Едуард Паррі в 1819 році, під час першої з чотирьох своїх арктичних експедицій.
- 5771 Сомервілль (1987 ST1) — об'єкт з Головного поясу астероїдів, який виявив і назвав на її честь Е. Боуелл з обсерваторії Лоуелла (Аризона) 21 вересня 1987 року.
- Кратер Сомервілль[en] у східній частині Місяця, розташований на схід від відомого кратера Лангрену, і носив назву Langrenus J, перш ніж Міжнародний астрономічний союз присвоїв йому нове ім'я. Це один з небагатьох місячних кратерів, названих на честь жінки.